# Juan de Padilla
Pour les articles homonymes, voir Juan Padilla et Padilla.
Juan de Padilla (Tolède, 1490 - Villalar, Valladolid, 24 avril 1521) est un hidalgo et révolutionnaire castillan, connu pour sa participation à la guerre des Communautés de Castille.
Il naquit au sein d'une famille hidalga tolédane. Alors qu'il était très jeune (1510) est décidé son mariage avec María Pacheco, de la noble famille des Mendoza (d'un rang supérieur au sien ; plus tard ces derniers furent nommés grands d'Espagne).
À la mort de son père (1518), il lui succède au rang de capitaine de la milice de Tolède, où il part résider avec son épouse. Probablement insurgé par le fait que le roi ne lui ait pas concédé un rang auquel il croyait avoir un droit héréditaire, et peut-être incité par sa femme, il s'unit aux protestataires et s'opposa à la concession de l'impôt exceptionnel que le roi demandait aux Cortes pour financer ses campagnes en Europe (1520).

## Antécédents
Il est important de tenir compte du fait que Charles avait promis aux Cortes castillanes de ne pas octroyer de responsabilités publiques à des étrangers ni de destiner l'argent public de Castille à d'autres territoires. Lorsqu'il obtient grâce au vote des délégués (alors que les habitants des villes qu'ils représentaient le leur avait interdit) 400 000 ducats qu'il emmène à Francfort, et qu'il laisse comme régent du royaume un étranger, Adrien d'Utrecht, le tout sur fond du couronnement discuté de Charles (sa mère Jeanne Ire était l'héritière légitime du trône et fut disqualifiée arguant de sa santé mentale), les villes castillanes trahies s'insurgent.
En tout juste deux mois, Charles avait totalement perdu le respect que le régent, le Cardinal Cisneros, lui avait manifesté de longue date. Pour les citoyens ce fut une provocation et la tension monta ; la population se sentait grugée tant par ses représentants locaux que par son roi. Après trois ans de règne, rien ne s'était amélioré et le monarque paraissait davantage préoccupé par son nouvel et grand empire que par les problèmes de Castille.

## La révolte
Au mois de juin 1520, le soulèvement des citoyens de Ségovie est suivi par des révoltes à Tolède, Salamanque, León, Burgos, Guadalajara et Zamora. La violence des insurgés est dirigée contre les percepteurs d'impôts, les autorités locales et le pouvoir royal. Les huissiers de Zamora fuient, ils n'osent pas retourner dans leur ville et  les corps de certains sont brûlés. Le peuple de Burgos  détruit les récipients destinés à calculer l'impôt sur le vin, occupe des forteresses et la résidence de certains notables, et oblige les autorités locales à fuir. À Guadalajara, les huissiers sont expulsés et leurs maisons sont détruites, et à Tolède l'Alcazar est occupé et le corregidor (dirigeant local désigné par la monarchie) est expulsé. Une fois les huissiers chassés, les citoyens désignent leurs propres représentants.

Bannière des comuneros.

Informé de la rébellion castillane, Charles ordonna à son lieutenant, Adrien d'Ultrecht, de prendre les mesures adéquates. Adrien pensa que le mieux était de donner un châtiment exemplaire à Ségovie, pour que le reste des conjurés y pensent à deux fois avant de poursuivre, tout en prenant le contrôle de Tordesillas, ville dans laquelle vivait prisonnière la reine. La logique laissait présager que la première chose que feraient les comuneros serait d'offrir le trône à celle-ci, et il en fut ainsi. Étant donné que l'artillerie se trouvait à Medina del Campo, il y dépêcha le général Fonseca avec mission de la prendre, mais les habitants de Medina s'y refusèrent. Les soldats de Fonseca mirent le feu à la ville. L'artillerie tant convoitée resta sur place.
La mise à sac de Medina étendit la rébellion à toute la vallée du Duero et ses échos se répandirent à travers toute la Castille.
Depuis le mois d'avril 1520, Padilla avait pris une part active au soulèvement des Communautés de Castille à Tolède. Par la suite, il accourt avec les milices tolédanes à l'aide de Ségovie pour, rejoint par les milices envoyées par Juan Bravo, regidor de Ségovie, les frères Maldonado de Salamanque, les Guzmán de León et l'évêque Antonio de Acuña de Zamora, combattre les forces royalistes envoyées par Rodrigo Ronquillo. Le 29 juillet 1520 la Junte de Comuneros est constituée à Ávila, Padilla étant nommé capitaine général des troupes. En tant que tel, il participa aux entrevues avec la reine Jeanne Ire d'Espagne, recluse à Tordesillas, sans obtenir d'appui explicite à leur cause. Elle leur dit cependant : « Prévenez-moi de tout et punissez les méchants, je vous en serai bien redevable ». Les méchants étaient les Flamands, doit-on comprendre.
Adrien d'Ultrecht, habile, changea de stratégie. Au lieu de s'affronter au royaume tout entier, une guerre qui eût été perdue d'avance, il choisit de le diviser. Mais pour cela le monarque devait faire des concessions. Il accepta quelques-unes des revendications des comuneros et nomma deux nobles castillans pour faire office de vice-rois, au côté d'Adrien.
La stratégie fonctionna à merveille et les effets furent immédiats : Burgos, capitale de Castille, et la noblesse, qui était restée indécise, rompirent les liens avec la Junte.
Plus tard, les rivalités entre les comuneros provoquèrent le remplacement de Padilla, qui rentra à Tolède, par Pedro Girón. Lorsque Girón déserte et rejoint le camp royaliste en décembre, Padilla retourne à Valladolid avec une nouvelle armée tolédane (31 décembre 1520). Ses troupes prennent Ampudia et Torrelobatón. Les nobles, qui avaient évité l'affrontement direct, assistèrent stupéfaits à l'orgie de destruction de leurs biens à laquelle se livrèrent les comuneros. Le mouvement comunero était devenue une révolte anti-seigneuriale, un phénomène assez courant à cette époque, et les Grands d'Espagne rejoignirent le camp du roi.

## La défaite de Villalar

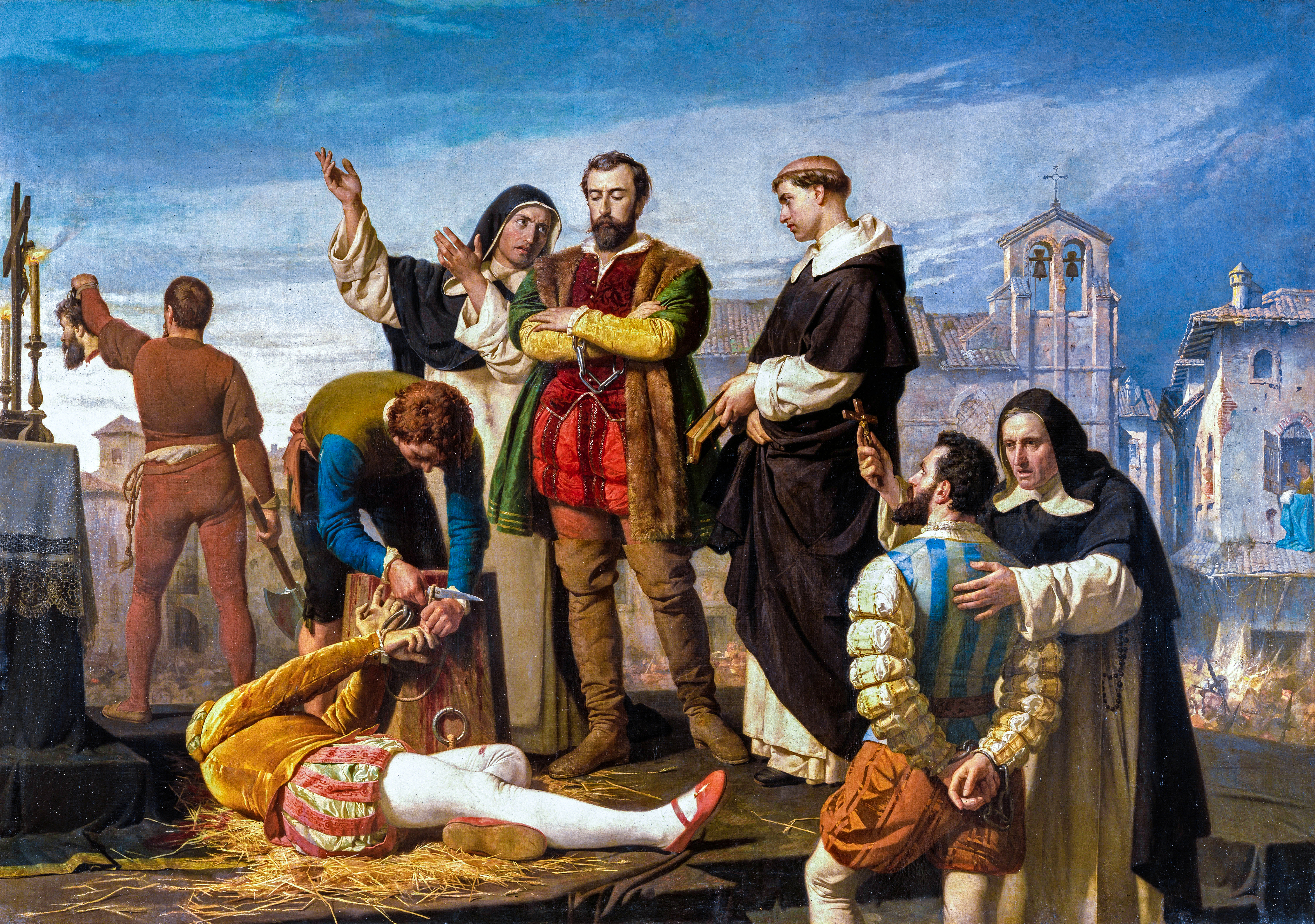
Les Comuneros Padilla, Bravo et Maldonado sur l'échafaud, Antonio Gisbert.

Les royalistes réunirent deux armées : celle de Burgos et celle de Tordesillas, et se lancèrent contre Torrelobatón. Padilla abandonna le château pour se réfugier à Toro, mais il n'eut pas le temps d'arriver : le 23 avril l'armée royale le rejoignit dans la bataille de Villalar. Ce fut une défaite écrasante. En quelques heures, sous une pluie inclémente, le comte de Haro proclamait la victoire sur un champ de bataille parsemé de milliers de cadavres.
Juan de Padilla fut fait prisonnier et conduit à Villalar, où il fut décapité le lendemain (24 avril 1521). Avec lui furent également condamnés Juan Bravo et Francisco Maldonado, les trois qui s'étaient entretenus avec la reine et avaient obtenu son soutien relatif. Juan Bravo demanda à mourir le premier pour ne pas voir la mort de Padilla qu'il admirait, qui, le regardant dans les yeux dit : « Seigneur Bravo, hier était un jour pour se battre comme un chevalier, aujourd'hui est un jour pour mourir comme un chrétien. »
À la différence des dépouilles de Bravo et de Maldonado, qui furent respectivement transportés et inhumés à Ségovie et Salamanque, celle de Padilla fut transportée « provisoirement » au monastère de La Mejorada (Olmedo) et ne revint jamais à Tolède, probablement une vengeance du roi devant la persistance de la rébellion à Tolède, aux mains de María Pacheco.

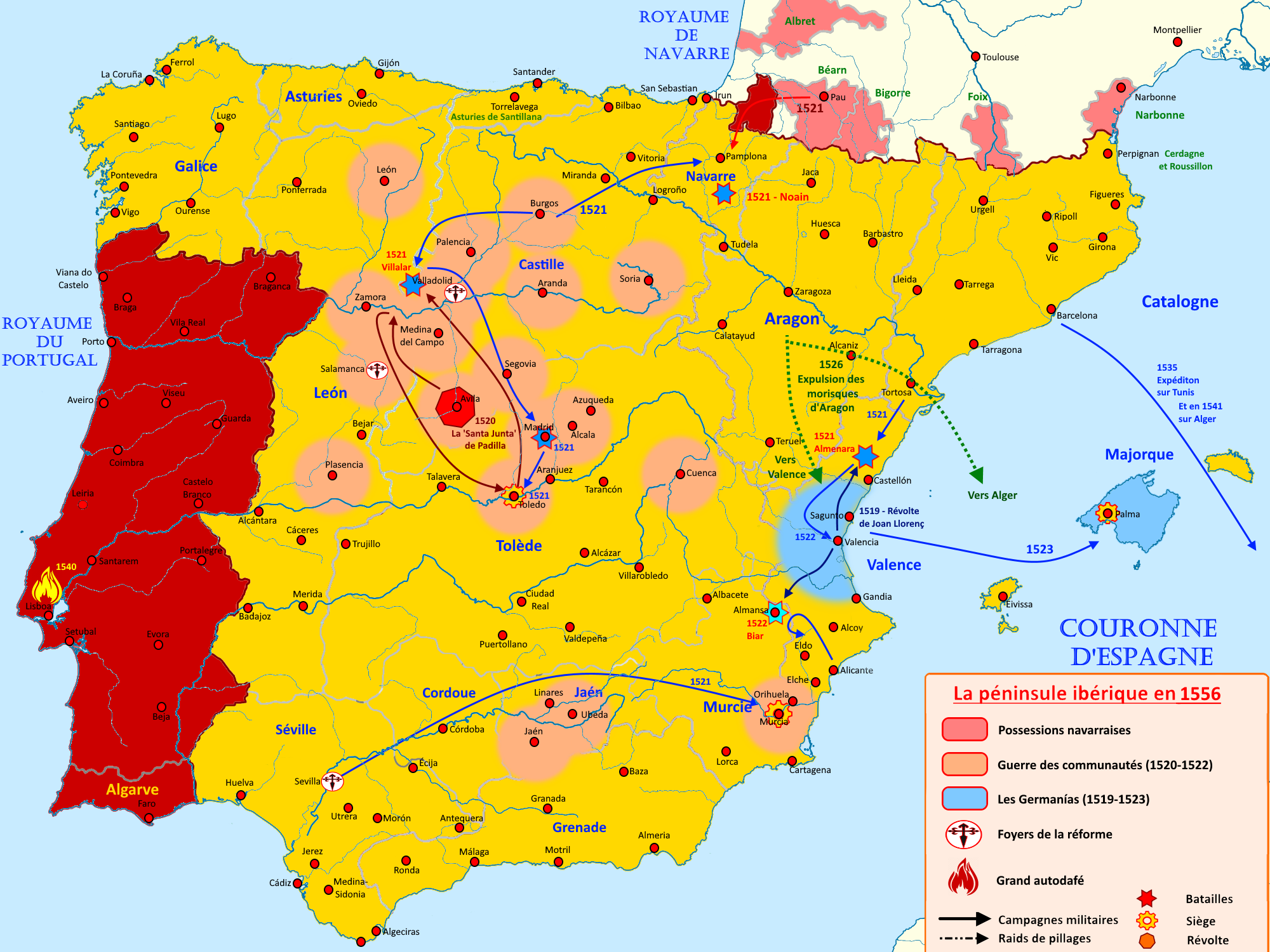
La guerre des Communautés (1519-1522)

### Sources
- (es) Cet article est partiellement ou en totalité issu de l’article de Wikipédia en espagnol intitulé « Juan de Padilla » (voir la liste des auteurs).